# Charles Middleton (1er baron Barham)
Charles Middleton, 1er baron Barham, (14 octobre 1726 - 17 juin 1813) est un officier de la Royal Navy et un homme politique britannique. En tant qu'officier subalterne, il participe à la guerre de Sept Ans. Il reçoit le commandement d'un poste de garde au Nore, un mouillage de la Royal Navy dans l'Estuaire de la Tamise, au début de la Guerre d'indépendance des États-Unis, puis est nommé contrôleur de la marine. Il est ensuite First Sea Lord, puis premier Lord de l'amirauté. Il joue également un rôle crucial dans l'Abolition de l'esclavage au Royaume-Uni et de la traite négrière.

## Jeunesse
Il est né à Leith, Midlothian, de Robert Middleton, percepteur des douanes de Bo'ness, West Lothian, et Helen, fille du capitaine Charles Dundas et de la petite-fille de James Dundas d’Arniston (en). Il est un neveu du brigadier général John Middleton (1678-1739), un petit-fils de George Middleton, et un arrière-petit-fils d'Alexander Middleton (frère cadet de John Middleton (1er comte de Middleton)), les deux derniers ayant été directeur du King's College, Aberdeen .

## Carrière navale
Il entre dans la Royal Navy en 1741 en tant que secrétaire du capitaine à bord du HMS Sandwich et le HMS Duke, et plus tard, sert à bord du HMS Flamborough en tant qu'aspirant et compagnon de capitaine . Devenu lieutenant en 1745, il sert à bord de la frégate HMS Chesterfield après 1748 à la station de l'Afrique de l'Ouest.
Pendant la guerre de Sept Ans, à partir de 1754, il est en poste à bord du HMS Anson lors de l'arrestation et de la capture de deux navires français à Louisbourg, après quoi il est en poste dans les îles Sous-Vent. En janvier 1757, un incident éclate au sujet des rations du rhum, au cours duquel Middleton s'emporte et attaque physiquement un marin. Le marin est traduit devant une cour martiale et Middleton est muté et promu au commandement du sloop HMS Speaker.
Promu capitaine de vaisseau le 22 mai 1758, il se voit confier le commandement de la frégate HMS Arundel. En 1761, alors qu'il commande le HMS Emerald, il se distingue aux Antilles prenant seize navires français et plusieurs corsaires, et reçoit la gratitude des marchands de la colonie britannique de la Barbade. À partir de mars 1762, il prend le commandement de la frégate Adventure en patrouillant sur la côte normande.
En décembre 1761, Middleton épouse Margaret Gambier, nièce du capitaine Mead, qu'il a rencontrée à bord du HMS Sandwich vingt ans plus tôt. Margaret déménage à Teston dans le Kent pour se rapprocher de son amie Elizabeth Bouverie. En 1763, après avoir servi à bord de l'aventure, il rejoint Margaret à Teston et, pendant les douze années qui suivent, il mène une vie de gentilhomme à la campagne .
En 1775, au début de la Guerre d'indépendance des États-Unis, il se voit confier la garde du Nore, mouillage de la Royal Navy dans l'Estuaire de la Tamise, puis est nommé contrôleur de la marine en 1778, poste qu'il occupe pendant douze ans. En 1781 est créé baronnet, avec un reste spécial, à défaut d'héritier de sexe masculin, pour son gendre Gerard Noel (2e baronnet).
En 1784, Charles Middleton est élu député conservateur de Rochester et le 24 septembre 1787, il est promu contre-amiral. En 1786, il est déçu par son rôle de contrôleur de la marine et le considère comme tiraillé par une querelle interne entre l'amirauté et le conseil de la marine. En 1786, il rédige une lettre au premier Lord de l'amirauté indiquant qu'il "ne lutterait pas davantage pour le public", et préconisant la nomination d'un successeur qui pourrait "avoir plus de poids que moi et influencer les ministres pour remédier à ces maux." La lettre n'a jamais été envoyée, mais Middleton démissionne de son poste en 1790 et se retire effectivement des affaires navales.
Il continue à recevoir des promotions fondées sur l'ancienneté malgré son départ à la retraite. Le 1er février 1793, il est promu vice-amiral et, en mai 1794, membre du conseil d'amirauté. Il devient First Sea Lord en mars 1795 et est promu amiral à part entière le 1er juin 1795. En mai 1805 (à l'âge de 80 ans), il est finalement nommé premier Lord de l'amirauté. Il est également créé baron Barham, de Barham Court et de Teston dans le comté de Kent, avec un reste spécial pour sa fille, Diana Noel, la deuxième baronne Barham et ses héritiers masculins. Il démissionne de son poste en 1806 et meurt sept ans plus tard, à l'âge de 86 ans, à son domicile à Barham Court.

## Abolitionniste

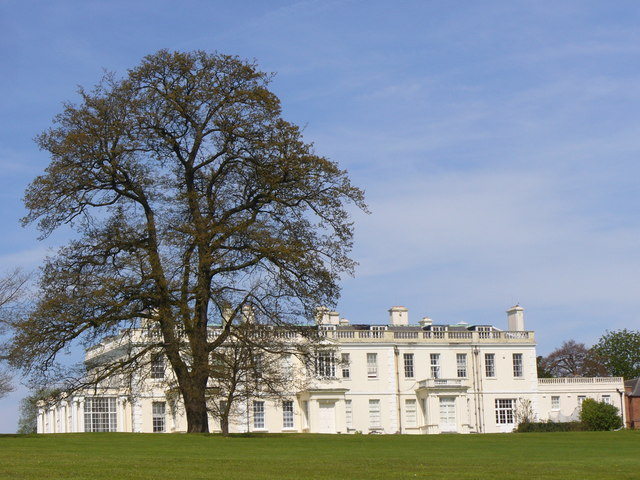
Barham Court, le siège de la famille

En plus de son service dans la Royal Navy, Middleton joue un rôle crucial dans l’Abolition de l'esclavage au Royaume-Uni et de la traite des esclaves dans l’Empire britannique. Il est influencé par une brochure écrite par le révérend James Ramsay, qui est chirurgien de Middleton à bord du HMS Arundel dans les Antilles, prend ensuite des ordres sacrés et sert dans l'île caribéenne de St Christopher (aujourd'hui St Kitts), où il observe de première main le traitement réservé aux esclaves. À son retour en 1777, épuisé par le conflit qui se poursuit avec des planteurs et des hommes d’affaires influents, Ramsay rentre en Grande-Bretagne et vit brièvement avec Sir Charles et Lady Middleton à Teston. Il devient par la suite vicaire de Teston et recteur de Nettlestead, dans le Kent, le cadeau de Middleton
Le pamphlet de Ramsay intitulé Essai sur le traitement et la conversion des esclaves africains dans les colonies britanniques du sucre, publié en 1784, touche particulièrement Lady Middleton. Ne se sentant pas en mesure de s'attaquer lui-même au problème de la traite négrière au Parlement et, sachant que la bataille serait longue et difficile, Charles Middleton suggère au jeune député William Wilberforce d'être celui qui pourrait défendre la cause. En 1787, James Ramsay et Thomas Clarkson sont présentés à Teston à Wilberforce et rencontrent le groupe grandissant de partisans de l'abolition, qui comprend également Edward James Eliot, Hannah More, l'écrivain et philanthrope évangélique et Beilby Porteus, évêque de Londres.
Clarkson a d'abord fait connaître son désir de passer sa vie à lutter pour l'émancipation à Barham Court, le domicile de Middleton, surplombant la rivière Medway à Teston, dans le Kent. Afin de plaider en faveur de l'abolition de la traite négrière, Clarkson mène des recherches au cours de nombreuses années, recueillant des preuves en interrogeant des milliers de marins ayant participé à la traite négrière.
Lord et Lady Barham utilisent Barham Court pour planifier la campagne. Ils assistent à de nombreuses réunions et séances de stratégie auxquelles assistent Wilberforce, Clarkson, Eliot et Porteus avant de présenter une loi au Parlement. Bien que Middleton n'ait jamais joué un rôle direct dans les efforts visant à abolir la traite négrière (accomplie en 1807) et l'esclavage lui-même (en 1833), il joue un rôle très important en tant que facilitateur en coulisse. Ses efforts sont motivés par sa foi évangélique .
Trois navires de guerre de la Royal Navy sont nommés Barham en l'honneur de Middleton, dont le cuirassé Barham lancé en 1914 

## Sources
- N.A.M. Rodger, The Admiralty. Offices of State, Lavenham: T. Dalton Ltd, 1979, 179 p. (ISBN 0-900963-94-8)
- Colquhoun, John Campbell. William Wilberforce: ses amis et son temps (Londres: Longmans, Green, Reader et Dyer, 1866).
- (en)  J. K. Laughton, « Middleton, Charles (1726-1813) », dans Sidney Lee, Dictionary of National Biography, vol. 37, Londres, Smith, Elder & Co, 1894.  (en)  J. K. Laughton, « Middleton, Charles (1726-1813) », dans Sidney Lee, Dictionary of National Biography, vol. 37, Londres, Smith, Elder & Co, 1894.  (en)  J. K. Laughton, « Middleton, Charles (1726-1813) », dans Sidney Lee, Dictionary of National Biography, vol. 37, Londres, Smith, Elder & Co, 1894.  (en)  J. K. Laughton, « Middleton, Charles (1726-1813) », dans Sidney Lee, Dictionary of National Biography, vol. 37, Londres, Smith, Elder & Co, 1894.  (en)  J. K. Laughton, « Middleton, Charles (1726-1813) », dans Sidney Lee, Dictionary of National Biography, vol. 37, Londres, Smith, Elder & Co, 1894.  (en)  J. K. Laughton, « Middleton, Charles (1726-1813) », dans Sidney Lee, Dictionary of National Biography, vol. 37, Londres, Smith, Elder & Co, 1894.
- Moody, Michael E. La religion dans la vie de Charles Middleton, premier Baron Barham . Dans 'La tradition dissidente: essais pour Leland H. Carlson' ed. Cole, C. Robert et Moody, Michael E. (Athènes: Ohio University Press, 1975).  (ISBN 0-8214-0176-9)
- Morriss, Roger. Charles Middleton dans le dictionnaire biographique national d' Oxford (Oxford: University Press, 2006).
- Pollock, John. Wilberforce: l'homme d'État de Dieu . (Eastbourne: Kingsway Publications, 2001).  (ISBN 0-85476-907-2).
- Stott, Anne. Hannah More - Le premier victorien (Oxford: University Press, 2003)
- Talbott, John E. Le marin à la plume et à l'encre: Charles Middleton et la marine du roi, 1778-1813 (London: Routledge, 1998).